# Distritos de Saona y Loira
Hay cinco distritos en el departamento Saona y Loira. Los departamentos franceses se dividen en distritos (arrondissements); los distritos se dividen en cantones y en comunas.

Distritos y cantones de Saona y Loira

Los distritos del departamento Saona y Loira son:
| Código INSEE | Distrito         | Chef-lieu        | Población (2012) | Área (km²) | Densidad (hab./km²) | Cantones | Comunas |
| ------------ | ---------------- | ---------------- | ---------------- | ---------- | ------------------- | -------- | ------- |
| 711          | Autun            | Autun            | 87.762           | 1900,3     | 46,2                | 11       | 83      |
| 712          | Chalon-sur-Saône | Chalon-sur-Saône | 198.990          | 1726,0     | 115,3               | 15       | 151     |
| 713          | Charolles        | Charolles        | 100.095          | 2500,3     | 40                  | 13       | 136     |
| 714          | Louhans          | Louhans          | 55.388           | 1248,5     | 44,4                | 8        | 79      |
| 715          | Mâcon            | Mâcon            | 112.804          | 1199,6     | 94                  | 10       | 124     |
| Total        | Total            |                  | 555.039          | 8574,7     | 64,7                | 57       | 573     |

## Historia
El departamento de Saona y Loira ha tenido, desde su creación, los siguientes cambios en su división política:
- 1790 - Siete distritos: Autun, Bourbon-Lancy, Chalon-sur-Saône, Charolles, Louhans, Mâcon y Semur-en-Brionnais; Mâcon fue seleccionada como prefectura del departamento.
- 1800 - Los siete distritos fueron cambiados en cinco arrondissements: Mâcon, Autun, Chalon-sur-Saône, Charolles y Louhans.
- 1926 - El distrito de Louhans fue eliminado pero en 1942 fue restaurado.